# Psilophyton
Psilophyton — викопний рід судинних рослин родини Trimerophytaceae порядку Trimerophytales класу Trimerophytophyta. Мешкав між нижнім девоном і початком верхнього девону (395—360 млн років тому). Його викопні рештки знайдено в Канаді, США, Чехії та Китаї.

## Опис
Ця рослина мала порівняно скромні розміри, а висота досягала кількох десятків сантиметрів. Гілки були голі, зовсім без листя і спрямовані вгору; вони зазвичай розділялися за дихотомією, але бічні гілки також були присутні. Різноманітні стебла часто мали структури, схожі на волоски або шипи, розташовані нерегулярно по всій поверхні. Проте родючі гілки були оснащені скупченнями звисаючих спорангіїв еліптичної та витягнутої форми.

## Класифікація
Псилофіт був представником тримерофітів (Trimerophytophyta), групи примітивних рослин, виняткових для девону; ці рослини демонструють багато спільних характеристик із ринопсидами (Rhyniopsida), від яких вони, ймовірно, походять. Самі тримерофіти, здавалося б, близькі до походження найрозвиненіших судинних рослин, які протягом кількох мільйонів років розвинули справжню систему гілок і листя.